# Carol Flore-Smereczniak
Carol Flore-Smereczniak ist eine mauritische Diplomatin der Vereinten Nationen sowie seit Juli 2024 Koordinatorin der Vereinten Nationen (Resident Coordinator) und Humanitäre Koordinatorin in Burkina Faso. Am 18. August 2025 erklärte die Militärregierung in Burkina Faso sie zur Persona non grata. Hintergrund war ein UN-Bericht zu Kindern im bewaffneten Konflikt in Burkina Faso, der schwere Verstöße sowohl durch dschihadistische Gruppen als auch durch staatliche Kräfte dokumentierte. Die Junta begründete die Ausweisung mit Flore-Smereczniaks Rolle bei der Erstellung des im März 2025 veröffentlichten Berichts.

## Leben
Flore-Smereczniak stammt aus Mauritius. Sie erwarb einen Bachelorabschluss in Englisch und Französisch an der Keele University, einen Masterabschluss an der University of Miami sowie einen Masterabschluss der University of Leeds. Vor ihrer Ernennung nach Burkina Faso war sie UNDP-Resident-Representative in Côte d’Ivoire und zuvor UNDP-Resident-Representative und Country Director im Tschad und stellvertretende UNDP-Resident-Representative in Malawi.

## Wirken
Am 22. Juli 2024 wurde Flore-Smereczniak durch UN-Generalsekretär António Guterres zur Resident Coordinator in Burkina Faso ernannt; die Ernennung erfolgte mit Zustimmung der Übergangsregierung, und sie übernahm zugleich die Funktion der Humanitären Koordinatorin. Im März 2025 veröffentlichte der Generalsekretär seinen ersten länderspezifischen Bericht „Children and Armed Conflict in Burkina Faso“, welcher den Zeitraum vom 1. Juli 2022 bis 30. Juni 2024 abdeckte. Der Bericht verzeichnete 2483 bestätigte schwere Vergehen gegen 2255 Kinder und dokumentierte u. a. Rekrutierung, sexuelle Gewalt und Angriffe auf Schulen und Krankenhäuser. Am 18. August 2025 erklärte die Militärregierung Flore-Smereczniak zur unerwünschten Person; sie warf den Vereinten Nationen „unbegründete Behauptungen“ ohne entsprechende Belege vor. Ein UN-Sprecher bedauerte die Entscheidung und bekräftigte, die Organisation werde Burkina Faso weiterhin unterstützen und sich auf die Vorrechte und Immunitäten berufen.